# IFPI Danmark
IFPI Danmark — датский филиал Международной федерации производителей фонограмм (IFPI) и официальный поставщик чарта и орган по сертификации музыкальных произведений для Дании.

## Золотые и платиновые награды
Золотые и платиновые награды были впервые вручены в Дании в начале 1990-х годов. Требования к продажам являются одинаковыми для внутреннего и международного репертуара. Датская система сертификации музыкальных продуктов присуждается на основе поставок.

### Альбомы
| Сертификации | До 1994 года | С 1994 года | С апреля 2003 года† | С 1 февраля 2007† | С 7 января 2011† |
| ------------ | ------------ | ----------- | ------------------- | ----------------- | ---------------- |
| Золото       | 50,000       | 25,000      | 20,000              | 15,000            | 10,000           |
| Платина      | 80,000       | 50,000      | 40,000              | 30,000            | 20,000           |

† Продажи могут включать в себя цифровые загрузки, а также потоки в соотношении 1:1000

### Синглы
| Сертификации | До февраля 2007 | С 1 февраля 2007 | С апреля 2009‡ | С 17 ноября 2014‡ | С 1 апреля 2016‡ |
| ------------ | --------------- | ---------------- | -------------- | ----------------- | ---------------- |
| Золото       | 4,000           | 7,500            | 15,000         | 30,000            | 45,000           |
| Платина      | 8,000           | 15,000           | 30,000         | 60,000            | 90,000           |

^  Продажи могут включать в себя цифровые загрузки, а также потоки в соотношении 1:100
Только потоковая передача
| Сертификации Трансляция начата 7 января 2011 года | До 30 января 2012 года | С 30 января 2012 года | С 30 апреля 2012 года | С 21 марта 2014 года | С 17 ноября 2014 года                  |
| ------------------------------------------------- | ---------------------- | --------------------- | --------------------- | -------------------- | -------------------------------------- |
| Золото                                            | 50,000                 | 450,000               | 900,000               | 1,300,000            | Потоковая передача включена в загрузку |
| Платина                                           | 100,000                | 900,000               | 1,800,000             | 2,600,000            | Потоковая передача включена в загрузку |

### DVD
Видеосингл DVD
| Сертификации | С 2007 года |
| ------------ | ----------- |
| Золото       | 7,500       |
| Платина      | 15,000      |

Полнометражный DVDs
| Сертификации | До февраля 2007 года | С февраля 2007 года | С 7 января 2011 года |
| ------------ | -------------------- | ------------------- | -------------------- |
| Золото       | 20,000               | 15,000              | 10,000               |
| Платина      | 40,000               | 30,000              | 20,000               |

## Чарт синглов
Смотрите: Hitlisten